# Andrea Marrazzi
Andrea Marrazzi (n. 2 octombrie 1887, Livorno, Italia – d. 18 octombrie 1972, Livorno, Italia) a fost un scrimer ce a reprezentat Italia, medaliat olimpic. A participat la o ediție a Jocurilor Olimpice (1920) în care a câștigat o medalie de aur.

## Participări
Lista de mai jos prezintă principalele competiții la care a participat Andrea Marrazzi de-a lungul carierei.
- fencing at the 1920 Summer Olympics – men's team épée[*]